# Ross Jenkins (football, 1951)
Ne doit pas être confondu avec Ross Jenkins (football, 1990).
Ross Anthony Jenkins (né le 4 novembre 1951 à Kensington dans le Grand Londres) est un footballeur anglais qui évoluait au poste d'attaquant.

## Biographie
Ross Jenkins dispute 35 matchs en première division anglaise, inscrivant sept buts.
Il participe à la Coupe de l'UEFA avec l'équipe chypriote de l'Apollon Limassol (deux matchs, un but).

## Palmarès
| Watford \| - Championnat d'Angleterre : - Vice-champion : 1982-83. - Championnat d'Angleterre D2 : - Vice-champion : 1981-82. \| \| - Championnat d'Angleterre D3 : - Vice-champion : 1978-79. - Meilleur buteur : 1978-79 (29 buts). - Championnat d'Angleterre D4 (1) : - Vice-champion : 1977-78. \| |  | Eastern AA - Coupe de Hong Kong : - Finaliste : 1983-84. |
| - Championnat d'Angleterre : - Vice-champion : 1982-83. - Championnat d'Angleterre D2 : - Vice-champion : 1981-82. |  | - Championnat d'Angleterre D3 : - Vice-champion : 1978-79. - Meilleur buteur : 1978-79 (29 buts). - Championnat d'Angleterre D4 (1) : - Vice-champion : 1977-78. |